# Mary Poppins (personnage)
Pour l’article homonyme, voir Mary Poppins.
Mary Poppins est un personnage créé par l'écrivaine australienne Pamela L. Travers et popularisé par les studios Disney dans les films Mary Poppins avec Julie Andrews dans le rôle-titre, et Le Retour de Mary Poppins de Rob Marshall avec Emily Blunt dans le rôle de Mary Poppins. Elle est apparue pour la première fois dans le roman éponyme paru en 1934. Elle est reconnaissable grâce à son célèbre parapluie.

## Biographie

### Création du personnage
Pamela Lyndon Travers s'est inspirée de son enfance pour créer le personnage de Mary Poppins. En effet tout comme Michael et Jane Banks, son père Travers Robert Goff était directeur de banque. Quant à sa mère : Margaret Agnes Morehead, elle était fille de commerçant. Malheureusement ses parents avaient de nombreux problèmes financiers et d'après Pamela, son père buvait beaucoup. Il est mort quelques années plus tard d'un « délire de type épileptique. »
Enfant, Pamela aimait beaucoup raconter des histoires et des contes à ses petites sœurs, et trois ans après la mort de son père, elle a raconté un soir une histoire avec des chevaux magiques et des fées. Tout comme Mary Poppins dans les romans et les adaptations cinéma, elle dirigeait le foyer à la baguette, jusqu'à l'arrivée de sa tante.
En 1924, elle arrive en Angleterre et entame une carrière d'écrivain. Elle publie tout d'abord des nouvelles et romans pour adultes avant de connaître le succès avec le premier tome de sa saga : Mary Poppins, en 1934. Le roman connaît un immense succès auprès des adultes et surtout des enfants aux États-Unis, en Angleterre et en France. C'est ainsi que le roman attire l'attention de Walt Disney.

### Genèse des films:Mary Poppins

#### 1964: Mary Poppins

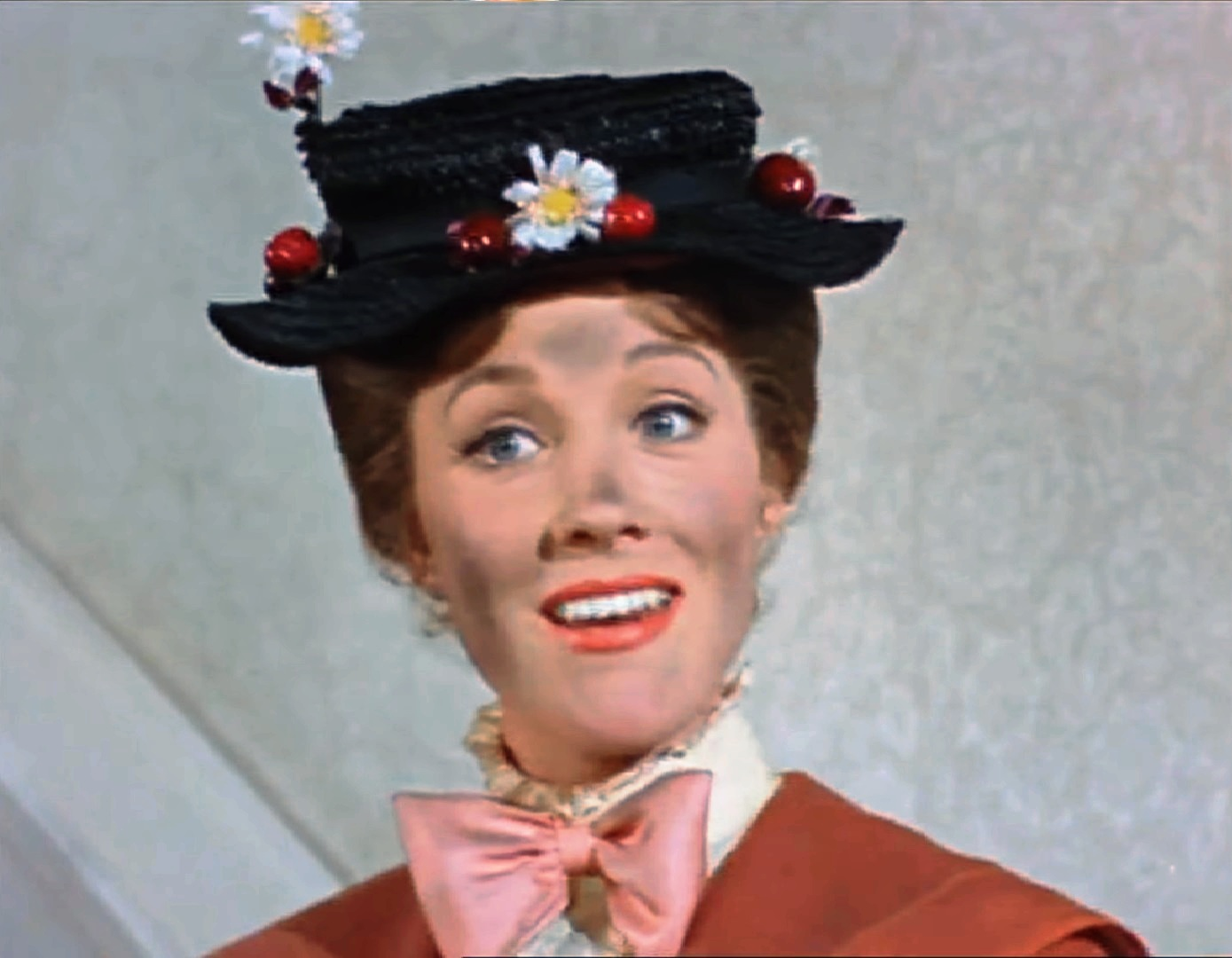
Julie Andrews interprète de Mary Poppins, à l'époque du film.

Walt Disney qui tombe sous le charme du livre, décide immédiatement avec son frère Roy d'en acquérir les droits. Cependant, il mettra vingt ans à les obtenir. En effet Pamela L. Travers ne souhaite en aucune façon que les studios Disney adaptent ses livres. Pourtant, au début des années 1960, alors que Walt Disney n'en a pas encore les droits, il entame la création du film, et invite l'autrice de Mary Poppins à participer à l'écriture du scénario, en qualité de consultante au côté de Don DaGradi. Pamela se sent offensée par le script et demande qu'il soit revu dans sa totalité. De plus, elle ne semble pas du tout convaincue par les chansons écrites par Rob et Richard Sherman, surtout en ce qui concerne le morceau Supercalifragilisticexpialidocious et le choix des acteurs principaux, Julie Andrews (Mary Poppins) et Dick Van Dyke (Bert).
Le film sort finalement en 1964. Bien que celui-ci soit encensé par la presse et le public et remporte cinq Oscars dont celui de la meilleure musique et meilleure actrice (Julie Andrews), le film ne satisfait pas Pamela Travers sur le plan personnel. Elle conclut un accord avec Disney pour que ses prochains livres ne soient pas adaptés, mais consent toutefois à ce que la comédie musicale s'inspirant du film soit présentée à Broadway.

#### 2004:The Cat that looked at a King
En 2004, à l'occasion du quarantième anniversaire du film Mary Poppins, les studios Disney confient la réalisation d'un court-métrage où Julie Andrews reprend son rôle. Le film est réalisé par Peter Schneider, connu pour avoir été le président de The Walt Disney Cartoon. Bien que le film se passe au début des années 2000 et qu'il n'y ait aucune chanson, il s'inspire du roman Mary Poppins dans le Parc de P.L Travers. Il sort directement en DVD et reste méconnu.

#### 2018:Le Retour de Mary Poppins

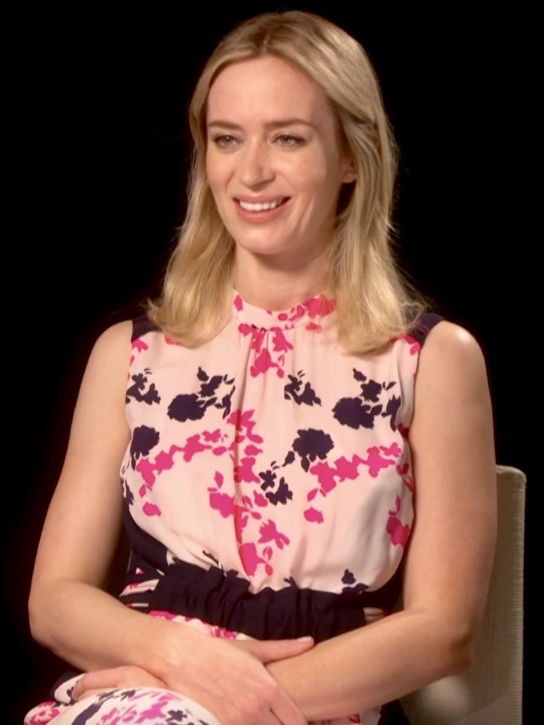
Emily Blunt interprète de Mary Poppins, pendant la promotion du second volet.

En 2013, les studios Disney sortent un film revenant sur les coulisses du premier opus. Le film bien que romancé et arrangé, est un franc-succès et ramène l'engouement du public concernant : Mary Poppins. Un an plus tard, une affiche montrant Cate Blanchett en Mary Poppins est postée sur les réseaux sociaux, avec la mention « un film de » Tim Burton. L'affiche fait le buzz, et rallume l'engouement du public, une nouvelle fois. Quelques mois plus tard, l'affaire est démentie. Ce qui laisse aux fans du film un sentiment d'amertume.
Trois ans plus tard, les studios Disney annoncent qu'une suite au long-métrage de 1964 est en préparation et qu'elle sera réalisée par Rob Marshall, célèbre à Hollywood pour avoir été expert en films musicaux. En 2018, Emily Blunt est annoncée comme successeur de Julie Andrews, Dick Van Dyke est confirmé. On apprend plus tard que Meryl Streep et Lin-Manuel Miranda feront partie de la distribution.
La musique du film est composée par Marc Shaiman et Scott Wittman avec la collaboration de Richard M. Sherman.

## Livre
- Mary Poppins, Londres, Gerald Howe, 1934. Publié en français sous le titre Mary Poppins, traduction de Léo Lack, illustrations de Mary Shepard, Desclée De Brouwer, 1937 ; rééd. trad. de Vladimir Volkoff, ill. de Brigitte Monzein et Jean-Gabriel Monnier, coll. Jeunesse, Le Livre de poche, 1980  (ISBN 2-922691-28-4) et réédition dans le livre compilation : Les chefs-d'œuvre de la littérature de jeunesse présenté par François Rivière. Ed Robert Laffont coll. Bouquins, 2013
- Mary Poppins Comes Back, Londres, L. Dickson & Thompson Ltd, 1935. Publié en français sous le titre Le Retour de Mary Poppins, trad. de Vladimir Volkoff, ill. de Jean Reschofsky, coll. Idéal-Bibliothèque, Hachette, 1964 ; rééd. dans une traduction intégrale de Thierry Beauchamp, ill. de Sibylle Delcroix, coll. Jeunesse, Éditions du Rocher, 2010  (ISBN 978-2-268-06901-2)
- Mary Poppins Opens the Door, Londres, Peter Davies, 1944. Publié en français sous le titre Les Bonnes Idées de Mary Poppins, trad. de Vladimir Volkoff, ill. de Jean Reschofsky, coll. Idéal-Bibliothèque, Hachette, 1965
- Mary Poppins in the Park, Londres, Peter Davies, 1952. Publié en français sous le titre Mary Poppins en promenade, trad. de Vladimir Volkoff, ill. Jean Reschofsky, coll. Idéal-Bibliothèque, Hachette, 1966
- Mary Poppins From A-Z, Londres, Collins, 1963.
- Mary Poppins in the Kitchen, New York / Londres, Harcourt Brace Jovanovich, 1975.
- Mary Poppins in Cherry Tree Lane, Londres, Collins, 1982.
- Mary Poppins and the House Next Door, New York, Delacorte Press, 1989. Publié en français sous le titre Mary Poppins - La maison d'à côté, suivi de Mary Poppins dans l'allée des Cerisiers, trad. de Thierry Beauchamp, ill. de Clara Lauga, Le Castor astral, 2018.

## Adaptations

### Cinéma
- Mary Poppins, un film musical américain de Robert Stevenson, inspiré du roman éponyme et produit par les studios Disney en 1964, avec Julie Andrews dans le rôle-titre.
- The Cat That Looked at a King, court-métrage de Peter Schneider, inspiré du roman Mary Poppins opens the door et produit par les studios Disney,en 2004 avec Julie Andrews dans le rôle-titre.
- Le Retour de Mary Poppins est un film américain réalisé par Rob Marshall, inspiré d'un roman de Pamela L. Travers et produit par les studios Disney en 2018 avec Emily Blunt dans le rôle-titre.

### Autres
- Mary Poppins, un épisode de la série Studio One réalisé par Paul Nickell et diffusé le 19 décembre 1949 sur la chaîne CBS[2].
- Mary Poppins, au revoir, un téléfilm musical soviétique de Leonid Kvinikhidze sorti en 1983, avec Natalia Andreïtchenko dans le rôle principal[2].
- Dans l'ombre de Mary, la promesse de Walt Disney, film américain de John Lee Hancock, racontant les coulisses de Mary Poppins, produit par les studios Disney en 2013.
- Mary Poppins: The Musical, une comédie musicale américano-britannique adaptée du film précédent et créée par Walt Disney Theatrical Productions et Cameron Mackintosh en 2004 à Londres.
- Le Retour de Mary Poppins, une comédie musicale française adaptée du roman éponyme de Pamela L. Travers créée par Yann et Brigitte Chollet  en 2009 à Paris. Disponible sur Youtube[3],[4].

### Parodie
- Mary Poppins démissionne (Mary Poppins Quits), parodie américaine du premier film sortie en 2014 produite dans le cadre de l'émission Funny or Die avec Kristen Bell dans le rôle titre[5],[6].
- Mary Poppins, parodie américaine du premier film sortie en 2014 dans le cadre de l'émission Saturday Night Live avec Anne Hathaway dans le rôle titre[7].
- Dans Les Simpson :
  - Épisode 13, Saison 8 (Shary Bobbins), une nourrice nommée Shary Bobbins est engagée par la famille Simpson. C'est une parodie de Mary Poppins.
  - Épisode 4, Saison 15 (Homer rentre dans la reine), huit femmes parodiant Mary Poppins volent à l'aide de leur parapluie près du palais de Westminster.

### Livres audio
- Mary Poppins, adapt. Francine Jabet d'après l'œuvre originale de P. L. Travers, Paris, ODEJ, 1965, coll. Beaux contes, Paris, 16 p.
- Mary Poppins, adapt. Annie North Bedford d'après l'œuvre originale de P. L. Travers, Paris, Hachette, 1977, coll. Le Jardin des rêves, illustrations de Grace Clarke, 26 p.,  (ISBN 2-01-004233-6).
- Mary Poppins et ses amis, trad. Jan Neely  d'après l'œuvre originale de P. L. Travers, raconté par Homer Brightman, Paris, Hachette, 1978, coll. Gentil coquelicot, 20 p.,  (ISBN 2-01-005192-0).
- Mary Poppins, raconté par Marlène Jobert d'après P. L. Travers, Evreux, Éditions Atlas, 2004, coll. Les plus beaux contes du monde, 16 p., (1 disque compact),  (ISBN 2-7312-2759-1).